# Mechtild von Seedorf

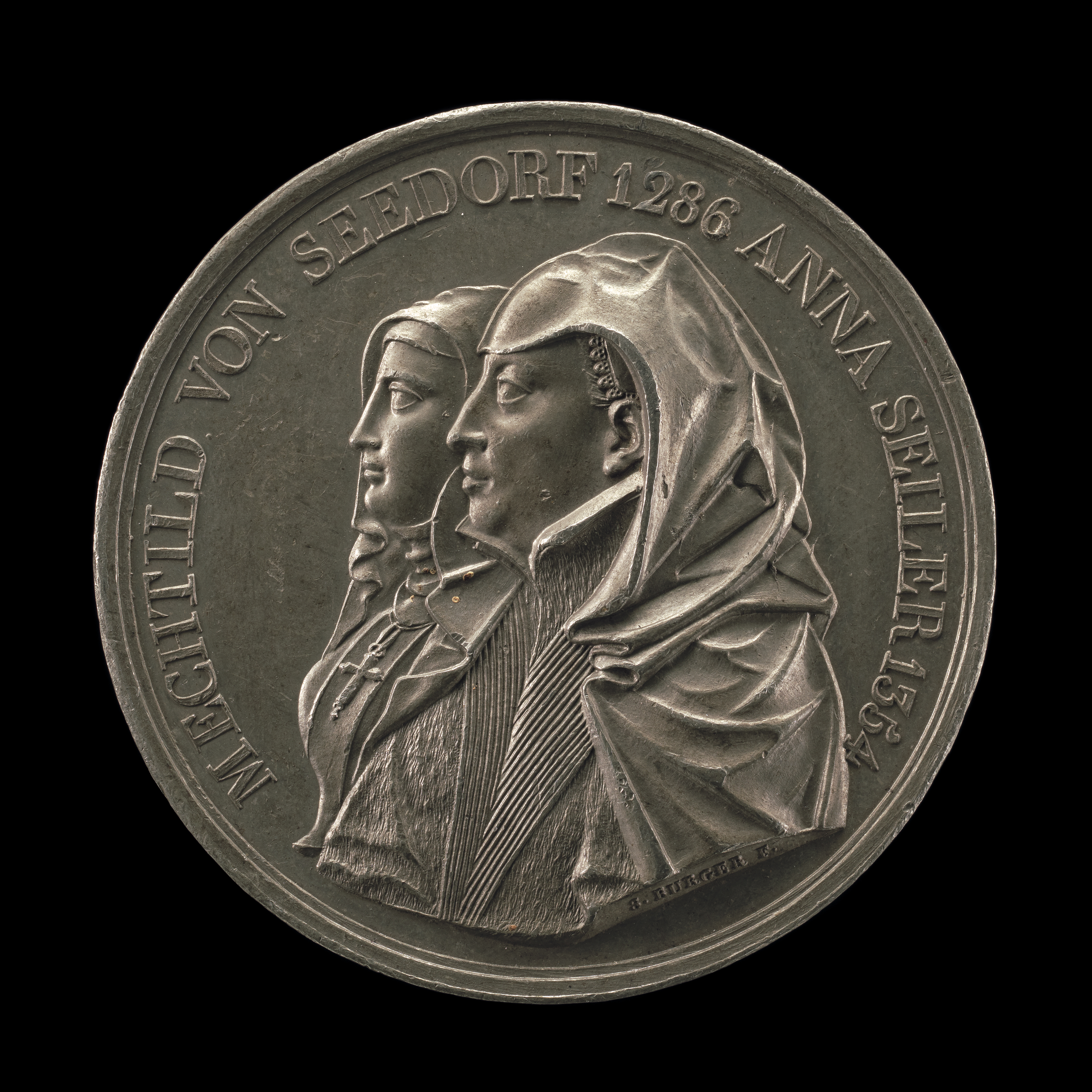
Mechtild von Seedorf und Anna Seiler

Mechtild von Seedorf (* im 13. Jahrhundert; † im 13. oder 14. Jahrhundert) war eine Nonne und Gründerin eines Klosters.
Mechtild von Seedorf die Witwe des Heinrich von Seedorf, Mäzen der Klöster von Frienisberg, Interlaken und Münchenbuchsee. Sie wird erwähnt 1284–1289 in Bern. Sie kann sowohl als Gründerin des Zisterzienserinnenklosters Tedlingen als auch des Dominikanerinnenklosters in Bern angesehen werden. Als die Aufnahme von Tedlingen in den Zisterzienserorden 1284 zunächst scheiterte, siedelte Mechtild 1285 mit vier Nonnen nach Brunnadern bei Bern um. Sie gründete 1285 ein Kloster in Brunnadern bei Bern, das 1286 den Dominikanern von Bern unterstellt wurde. Später wurde das Kloster in die Stadt verlegt und als das Inselkloster St. Michael in der Insel bekannt.